# Historia del uniforme del Real Club Deportivo de La Coruña

## Historia y evolución

### Historia
El uniforme del Deportivo ha variado de diseño en distintas ocasiones a lo largo de su dilatada historia, desde que en la primera década del siglo XX el «Club Deportivo de la Sala Calvet» optara por defender una camiseta a rayas verticales azules y blancas, y un pantalón negro. Corría el año 1907. Pero una cosa era la teoría y otra la práctica, pues si bien el primer uniforme era azul y blanco, el equipo salía a disputar sus encuentros con camiseta blanca y pantalón negro. 
Fue a partir de 1912 cuando se adoptaron el escudo y los colores azul y blanco en los partidos. Desde entonces el club ha luchado por defenderlos, introduciéndose pequeños cambios en la camiseta, básicamente en el tamaño, ubicación y sentido de las franjas y dorsales.
Así, las camisetas se mantuvieron con franjas verticales estrechas hasta 1924, cuando se ensanchan, dándole así un aspecto más "moderno" a la camiseta pero dos años más tarde se retornaría a las ya tradicionales bandas estrechas. 
Solamente en una temporada, la 1939/40, imperan las franjas anchas. A continuación vendría por tanto una larga etapa con las franjas estrechas, siempre complementadas con el pantalón azul; uniforme que dura desde la temporada 1940/41 a la 1967/68, en que se resucitan las anchas, que se llevarán hasta la temporada 1973/74.
En la Asamblea Ordinaria del Deportivo a mediados de 1990, la directiva deportivista sacó adelante la idea de dotar de una nueva y más moderna indumentaria al Deportivo.
A partir de la iniciativa de un proyecto del diseñador Enrique Cabarcos, presentado a la entidad deportivista en 1989, se acordó ejecutarlo al año siguiente . El diseño aportaba varias singularidades con respecto al uniforme tradicional, la más importante de las cuales era la parte frontal donde las dos únicas franjas azules verticales formaban un ángulo de 90 grados con sendas horizontales que desde la manga, se encontraban con las verticales, haciendo que el diseño tuviera la forma de una “T”. Los costados eran totalmente azules y se incorporaron los números, con un diseño específico, además de en el dorsal, en la mangas y el pantalón,  por citar solo las novedades más reseñables. Este diseño fue bautizado por su autor con la denominación de modelo Hércules y utilizado por primera vez en la temporada 1990/91 siendo el fabricante la Empresa Textil Rox Sport. Posteriormente, cuando el RC Deportivo encargó la fabricación a la Compañía Umbro, el diseño fue parcialmente modificado por el propio diseñador Enrique Cabarcos, para corregir algunas inexactitudes que se habían producido en la primera versión. Es a partir de ese momento cuando el uniforme se corresponde con el diseño original. 
En la temporada 1997/98, Adidas se convierte en el nuevo proveedor, permaneciendo cuatro temporadas hasta junio de 2001. Tras la consecución del Campeonato de Liga, se produjo un cambio de patrocinador, sustituyendo Feiraco por Dreamcast, camiseta con la que se debuta en Liga de Campeones. La segunda equipación para la campaña 2000/01 dejó de ser verde, para pasar a ser amarilla, con algunos detalles dorados en la camiseta.
A partir del verano de 2001 el Deportivo viste Joma y su esponsor es Fadesa, grupo inmobiliario coruñés. Para esa temporada la camiseta titular no cambió apenas de diseño, destacando únicamente la introducción de una pequeña franja roja en la espalda, a la altura de los hombros y, sobre todo, el desplazamiento del escudo, que ha pasado de estar sobre el corazón a situarse en el centro del pecho. Sí cambió más el pantalón, que si bien sigue siendo azul, destaca ahora una amplia banda roja en la cintura. En la segunda y tercera equipación sí hubo importantes novedades. La segunda equipación liguera es rojinegra, mientras la segunda equipación para competición continental es gris plateada, con una banda azul oscura cruzando el pecho donde se sitúa el escudo.
En esta campaña se presentó un modelo de camiseta especial para el encuentro de la final de Copa del Rey ante el Real Madrid. La equipación mantiene la línea de la vestimenta blanquiazul tradicional con una serie de detalles bordados en las mangas: fecha (6-3-2002), estadio donde se disputa el encuentro y nombre de los finalistas. Además, el ribete rojo de cuello, pantalón y mangas ha sido sustituido por otro azul marino que contrasta más con el diseño y el cuello, en vez de camisero, es redondo.
En la campaña 2002/03 el uniforme blanquiazul sufre ligeras variaciones en su diseño con respecto al año anterior mientras que la segunda y tercera equipación cambian totalmente. Así, ahora la camiseta tiene el cuello redondo y las bandas blanquiazules son ligeramente más anchas. Las de manga corta, además, presentan elástico en las mangas y tanto las camisetas como los pantalones de esta primera equipación han visto sustituido el vivo rojo de la pasada campaña por un vivo azul. La segunda equipación de liga -tercera para la UEFA- consta de camiseta, pantalón y medias rojas mientras que la tercera de Liga -segunda de UEFA- combina el oro -en la camiseta- y el azul marino -en pantalón y medias-.
Joma y Fadesa continuaron presentes en las equipaciones de la 2003/04. La primera equipación, tanto el Liga como en Champions será la tradicional blanquiazul que ha visto modificado su diseño con respecto a la pasada campaña introduciendo una ancha franja azul horizontal en el pecho desde la que parten las tradicionales rayas verticales y el escudo vuelve al lateral. En Liga la segunda equipación será la roja y la tercera la azul / naranja mientras que en Liga de Campeones la azul /naranja será la segunda indumentaria y la roja será la tercera. Joma y Deportivo amplían su vinculación hasta la campaña 2006/07. La mayor innovación se produce en la primera equipación de la temporada 2006/07, con dos rayas horizontales atravesando a la altura del pecho en todas las equipaciones (de color azul y negro en la primera, blanco y azul en la segunda y negro y blanco en la tercera).
Para las temporadas 2007/08 y 2008/09 el Deportivo vestirá las camisetas creadas por Canterbury of New Zealand, empresa que tendrá problemas para suministrar la indumentaria por problemas económicos en su segunda temporada con el Deportivo, por lo que desde la temporada 2009/10, el Deportivo viste con Lotto. El patrocinio de Fadesa finaliza en 2008, después de un periodo sin publicidad en la camiseta se acaba firmando con Estrella Galicia como nuevo patrocinador.

### Evolución del uniforme

#### Titular
|  | 1992–93 | 1993–97 | 1997–98 | 1998–99 | 1999–01 | 2001–02 | 2002–03 | 2003–04 | 2004–05 | 2005–06 | 2006–07 |

| 2007–09 | 2009–10 | 2010–11 | 2011–12 | 2012-2013 | 2013-2014 | 2014-2015 | 2015-2016 | 2016-2017 | 2017-2018 | 2018-2019 |

| 2019-2020 | 2020-2021 | 2021-2022 | 2022-2023 |

#### Suplente
| 1994–95 | 1996–97 | 1997–98 | 1998–99 | 1999–01 | 2001–02 | 2002–03 | 2003–04 | 2004–05 | 2005–06 | 2006–07 |
| 2007–08 | 2008–09 | 2009-10 | 2010-11 | 2011-12 | 2012-13 | 2013-14 | 2014-15 | 2015-16 | 2016-17 | 2017-18 |
| 2018-19 | 2019–20 | 2020–21 | 2021–22 | 2022–23 |         |         |         |         |         |         |

#### Tercero
| 1997–98 | 1998–99 | 1999–01 | 2001–02 | 2002–03 | 2003–04 | 2004-05 | 2005–06 | 2006–07 | 2007–08 | 2008-09 |
| 2009-10 | 2010-11 | 2011-12 | 2012-13 | 2013-14 | 2014-15 | 2015-16 | 2016-17 | 2017-18 | 2018-19 | 2019–20 |
| 2020–21 | 2021–22 | 2022–23 |         |         |         |         |         |         |         |         |

#### Especial
| 1999–00 | Final Copa del Rey 2002 |

### Proveedores y patrocinadores
| Período         | Proveedor  | Patrocinador     |
| --------------- | ---------- | ---------------- |
| 1985-1986       | Austral    | Hotel Rías Altas |
| 1986-1888       | Gilcor     | Ninguno          |
| 1988-1989       | Rafrei     | Ninguno          |
| 1989–1990       | Rafrei     | Leyma            |
| 1990–1992       |            | Leyma            |
| 1992–1997       |            |                  |
| 1997–2000       |            |                  |
| 2000–2001       |            |                  |
| 2001–2007       |            |                  |
| 2007–2008       | Canterbury |                  |
| 2008–2009       | Canterbury |                  |
| 2009–2017       |            |                  |
| 2017–2021       |            |                  |
| 2021-Actualidad |            |                  |